# Live Bullet
Live Bullet е концертен албум на американската рок група Боб Сийгър и Силвър Булит Бенд, който излиза през април 1976 година. Той е записан в Кобо Хол, намиращ се в Детройт, щата Мичиган, когато той е в пиковите си моменти като място за рок концерти. Live Bullet, заедно с Night Moves, е катализатор на популярността на Сийгър.
Live Bullet става жизнена храна на ФМ рок радиата в Детройт. От него се създават класики като концертната версия на Nutbush City Limits и свързаната песенна интерпретация на Travelin'Man и Beautiful Loser, които се пускат в ефира на детройтските станции WWWW (W4), WRIF и WABX. Има и други популярни песни, отчитано по ефирното си време в станциите, като Let It Rock, Turn the Page и Get Out of Denver.
Сийгър има подчертано регионален успех, като в съседни музикални среди като чикагската е сравнително слабо известен. През юни 1976 г. той изпълнява в Понтиак Силвърдоум в метрополията на Детройт. Това е исторически концерт, в който участие взимат Пойнт Бланк, Елвин Бишъп и Тод Ръндгрън. Тълпата наброява 78 000 души, която остава там до около 1:30 през нощта. През следващата вечер, Сийгър представя концерт пред по-малко от хиляда души в Чикаго.
По-успешен в националния рок живот е следващият му албум, наречен Night Moves, който излиза след една зима. С времето историята за живота по пътя, възпята в Turn the Page, става най-пусканата песен от Live Bullet, както и неотменна любимка на станциите за класически и за албумен рок.
За детройтските фенове, обаче, Live Bullet е историята на един детройтски музикант, който е на върха на своята енергия и креативност, и изпълнява пред родна аудитория, която го цени силно. Live Bullet също така е спомен за енергичните и свободни рок концерти от 70-те, и поради това има подчертано историческо значение. Както Боб казва "Както разправях на всички вчера, прочетох в Ролинг Стоун, че „Детройтските слушатели са най-великите рокендрол аудитории в цял свят.“ И си рекох, „Мамка му! Това го знам от цели десет години!“ Критикът Дейв Марш го нарича „Един от най-добрите концертни албуми, правени някога.“.
Касетната версия с 8 парчета е една от малкото в този формат, които са подредени точно както протича албумът, т.е. без прекъсвания между песните.

## Песни
Съдържание на всички песни Боб Сийгър, освен в указаните случаи. 
| 1. | Nutbush City Limits | 4:37 |
| 2. | Travelin' Man       | 4:53 |
| 3. | Beautiful Loser     | 4:00 |
| 4. | Jody Girl           | 4:28 |

| 1. | I've Been Working           | Ван Морисън | 4:35 |
| 2. | Turn the Page               |             | 5:05 |
| 3. | U.M.C. (Upper Middle Class) |             | 3:17 |
| 4. | Bo Diddley                  | Бо Дидли    | 5:40 |

| 1. | Ramblin' Gamblin' Man |  | 3:01 |
| 2. | Heavy Music           |  | 8:14 |
| 3. | Katmandu              |  | 6:23 |

| 1. | Lookin' Back      |          | 2:36 |
| 2. | Get out of Denver |          | 5:21 |
| 3. | Let It Rock       | Чък Бери | 8:30 |